# Filippo Macchi
Filippo Macchi (* 19. September 2001 in Pontedera) ist ein italienischer Florettfechter.

## Erfolge
Filippo Macchi trat bei den Olympischen Jugend-Sommerspielen 2018 in Buenos Aires an, ohne eine Medaille zu gewinnen. Bei den Europaspielen 2023 in Krakau sicherte er sich hingegen mit der Mannschaft den Gewinn der Goldmedaille. Zusammen mit Alessio Foconi, Daniele Garozzo und Tommaso Marini bezwang er im Finale um den Titel Frankreich. Im selben Jahr gelang Macchi der Titelgewinn bei den Europameisterschaften in Plowdiw, nachdem er im Gefecht um Gold mit 15:14 gegen Enzo Lefort aus Frankreich gewann. Ein Jahr darauf schloss er die Europameisterschaften in Basel im Mannschaftswettbewerb mit Guillaume Bianchi, Alessio Foconi und Tommaso Marini auf dem dritten Platz ab.
Bei den Olympischen Spielen 2024 in Paris erreichte Macchi in der Einzelkonkurrenz nach drei Siegen das Halbfinale, in dem er sich mit 15:11 auch gegen den US-Amerikaner Nick Itkin durchsetzte. Im Finale traf Macchi auf Cheung Ka Long aus Hongkong, den Olympiasieger der Olympischen Spiele 2020. Mit 14:15 unterlag Macchi seinem Kontrahenten nur knapp und erhielt als Zweitplatzierter die Silbermedaille. Im Mannschaftswettbewerb erreichte er gemeinsam mit Guillaume Bianchi, Tommaso Marini und Alessio Foconi ebenfalls das Finale, nachdem in der ersten Runde Polen mit 45:39 und im anschließenden Halbfinale die Vereinigten Staaten mit 45:38 bezwungen wurden. Dort trafen die Italiener auf die Équipe Japans, die sich mit 45:36 gegen Italien durchsetzen konnte. Damit gewann Macchi eine weitere Silbermedaille.